# 三斑棒网虫
三斑棒网虫（学名：Dictyocoryne trimaculatum）为海绵盘虫科棒网虫属的动物。在中国，分布于东海等海域。